# 普陀岩摩崖造像
普陀岩摩崖造像位於四川省內江市東興區，文物遺址年代判定為唐至宋。2012年7月16日公佈為第八批四川省文物保護單位。
普陀岩摩崖造像位於四川省內江市東興區高梁鎮清溪村。始鑿于唐代大和三年，五代、宋代均有增刻，造像分佈在長236米，寬2.5米，距地表高2.55米的崖壁上，橫向排列，共22龕，造像427撐。普陀岩摩崖造像年代久遠，雕刻精美、題材多樣、內涵豐富。石刻的內容包括佛、菩薩、羅漢、金仙、供養人、力士、伎樂、飛天、珍禽和古建築圖像等，它從不同角度反映古代社會和世俗生活風貌。1991年，普陀岩摩崖造像被東興區人民政府公佈為區級文物保護單位。